# Tjärnmyrtjärnen (Norsjö socken, Västerbotten, 722832-167444)
Tjärnmyrtjärnen är en sjö i Norsjö kommun i Västerbotten och ingår i Skellefteälvens huvudavrinningsområde.